# 赛莫达
丹斯里赛莫达（1951年12月12日—），是一名马来西亚商人、企业家和慈善家。赛莫达也被誉为“私有化大亨”，身家估计有49亿1600万令吉。他是阿尔布卡里基金会的创始人，该基金会于1996年创立，是一个专注于社会发展的国际非营利慈善机构。赛莫达经营多元化的业务领域，其中包括运输和物流、种植园、房地产开发以及工程和电力生产等。

## 生涯
赛莫达于1951年12月12日出生在吉打州亚罗士打的Kampung Hutan Keriang，他是Syed Nor和Sharifah Rokiah的第三个孩子。他的家族来自中亚。1961年，赛莫达搬迁到新山，在那里生活了6年后又回到亚罗士打。在上学期间，他还帮助父亲打理牲口养殖业，这是他首次参与商业活动。不久之后，口蹄疫的爆发使他父亲的养殖业遭受毁灭性打击，赛莫达也因家庭无力支付其考试费而用被迫放弃中学的学业。赛莫达将自己节省下来的一笔钱作为创业基金开始了创业之路。
赛莫达是阿布卡里集团的创办人，该集团业务多元化，包括DRB-HICOM、MMC和Tradewinds Plantation等子公司。他亦透过全资拥有的Aurora Mulia私人有限公司，成为马来西亚最大媒体与娱乐集团Media Prima的最大股东。此外，他通过Etika Strategy子公司Etika Automotive持有英国莲花汽车公司（Lotus Cars）49%的股权，并间接拥有莲花电动车部门Lotus Technology 30%的股份。